# Mittelschule Himberg
Die Mittelschule Himberg ist eine Mittelschule in Himberg.

Sie geht auf eine 1951/52 gegründete Hauptschule zurück. 1965 erhielt sie ein eigenes Schulgebäude.

## Pädagogische Arbeit, Ausstattung und Angebote
Die Neue Mittelschule Himberg hat 8 Klassen der 5. bis 8. Schulstufe mit 144 Schülern (Stand: 2019/20).
Im Jahr 2013 wurde die Schule mit dem Anerkennungspreis zum Österreichischen Schulpreis ausgezeichnet.